# Люстрация
Люстра́ция (от лат. lustratio — очищение посредством жертвоприношения) — законодательные ограничения для политической элиты прежней власти, вводимые после смены власти, в виде ограничения избирательных прав (активного и пассивного), а также права на участие в управлении делами государства.
Будучи не новым явлением (например, входя в состав денацификации в Западной Европе или хрущёвской десталинизации), люстрация приняла в конце XX века «наиболее решительные формы» в посткоммунистических государствах Восточной и Центральной Европы в виде недопущения на государственную службу, в аппарат государственного управления, правоохранительные органы, на иные важные посты и в учреждения системы образования лиц, которые были связаны с прежним коммунистическим режимом, в том числе функционеров коммунистических партий, сотрудников и агентов органов госбезопасности. Предполагается, что осуществление люстрации должно придавать легитимность новой власти путём решительного разрыва с практикой старой власти, воспринимающейся как преступная и неправовая.
Люстрационные процессы в широком смысле этого слова происходили в различные годы в странах Европы, освободившихся от нацистской и коммунистической властей, в странах Латинской Америки (при переходе от военных диктатур к демократическому правлению), а также в ЮАР и Ираке. В странах Латинской Америки и Южной Африке на практике наказание понесли лишь немногие представители прежней власти; люстрация в этих случаях превращалась в процесс национального примирения, который становился успешным как раз потому, что элиты, возникшие и процветавшие при старой власти, сильно не пострадали.

## Люстрация в посткоммунистической Европе
Законодательное оформление люстрации и практика её применения раскололи посткоммунистическую Европу на сторонников и противников люстрации. Наиболее решительные формы люстрация приняла в странах, где гражданское общество наиболее ожесточенно сопротивлялось коммунистическому режиму, именно в Чехии и Польше. Принятые обновленными государствами люстрационные законы были тесно связаны с расстановкой политических сил в регионе и существенно отличаются по содержанию.
В посткоммунистических государствах, где у власти остались представители прежнего режима, люстрация не проводилась или не принимала законодательно утверждённых форм (к таковым можно отнести Россию, Украину, Белоруссию, Румынию, Молдавию). В странах, где к власти через несколько лет после антикоммунистических революций вернулись посткоммунистические партии, процесс люстрации шёл в мягких формах и постепенно затихал (Венгрия, Словакия, Болгария).
Ряд политиков из бывших диссидентов, такие как Лех Валенса, Вацлав Гавел, Желю Желев, являлись противниками люстрации и боролись за удержание процесса декоммунизации в узких рамках, предостерегали против сведения счетов с бывшей правящей номенклатурой. Конференция европейских церквей выступила в защиту прав преследуемых сотрудников расформированных органов безопасности в странах Восточной Европы.
Парламентская ассамблея Совета Европы в 1996 году приняла резолюцию № 1096 «Меры по ликвидации наследия бывших коммунистических тоталитарных систем» (англ. Resolution 1096 (1996) «Measures to dismantle the heritage of former communist totalitarian systems»), в которой обобщена практика люстрации в постсоциалистических странах. В ней со ссылкой на документ Комитета Евросовета по юридическим вопросам и правам человека № 7568 о требованиях правового государства при применении закона о люстрации и связанных с этим административных мер (Guidelines to ensure that lustration laws and similar administrative measures comply with the requirements of a state based on the rule of law) подчёркнуто, что дисквалификация на период люстрации не должна превышать пяти лет, так как нельзя занижать возможность того, что отношение человека и его привычки изменятся к лучшему. В документе сказано, что люстрацию желательно завершить до 31 декабря 1999 года, поскольку к тому времени демократическая система в постсоциалистических странах окрепнет.

### Россия
В начале 1990-х гг. в России обсуждались предложения о люстрации по восточно-европейскому образцу. Суть высказывавшихся предложений состояла в том, чтобы ограничить участие организаторов и проводников политики тоталитаризма в общественно-политической жизни или устранить их из общественных и хозяйственных сфер, обеспечивающих им власть над обществом на любом уровне.
Эти предложения, однако, практически не получили законодательного оформления. Первой и единственной люстрационной мерой в России (введённой во время действия запрета на деятельность КПСС) стал закон о реабилитации жертв политических репрессий от 18 октября 1991 года. Этот закон содержал норму, согласно которой работники ЧК, ГПУ-ОГПУ, НКВД, МГБ и прокуратуры, а также судьи, участвовавшие в расследовании и рассмотрении дел о политических репрессиях, должны были понести уголовную ответственность. Сведения о лицах, признанных виновными в фальсификации дел, применении незаконных методов расследования, преступлениях против правосудия периодически публиковались средствами массовой информации. Однако практическая реализация данных положений не проводилась, и известны лишь единичные случаи постановки вопроса о привлечении к ответственности таких лиц (а также отказа в посмертной реабилитации лиц, самих занимавшихся репрессиями, хотя и здесь открыто имели место дискриминационные подходы).
В декабре 1992 года политик Галина Старовойтова внесла в Верховный Совет России законопроект «О запрете на профессии для проводников политики тоталитарного режима». В нём предлагалось подвергнуть профессиональным ограничениям работников партаппарата КПСС, штатных сотрудников и агентуру советских и российских спецслужб. В 1997 году Старовойтова повторно пыталась внести этот документ на рассмотрение Госдумы РФ, но закон так и не был принят, а вскоре Г. Старовойтова была убита. Убийство на месте координировал бывший сотрудник ГРУ Ю.Колчин.
После вывода российских войск из Чечни в 1996 году масхадовскими властями был принят закон «О люстрации», по которому все лица, работавшие на постах при Доку Завгаеве, в течение 10 лет не могли занимать должности в учреждениях и организациях Ичкерии.

### Украина
В феврале 2005 года, после победы «Оранжевой революции» и прихода к власти Виктора Ющенко, народными депутатами из фракций, поддержавших нового президента, были предложены сразу два законопроекта о люстрации на Украине.
В одном из них, представленном народными депутатами Василием Червонием, Сергеем Олексиюком (оба — фракция блока партий «Наша Україна») и Андреем Шкилем (фракция Блока Юлии Тимошенко), предлагалось определить правовые и организационные принципы проведения люстрации в отношении кандидатов на руководящие посты в органах законодательной, исполнительной, судебной власти, образовательных учреждениях, СМИ, политических партиях и общественных организациях. Каждого из них, по мнению разработчиков законопроекта, необходимо было подвергнуть проверке на причастность к фальсификации выборов президента в 2004 году. Вторым основанием для запрета на занятие определённых должностей в документе называлось «сознательное и тайное сотрудничество с оперативными работниками» бывшего КГБ СССР, а с 1991 года — со спецслужбами других государств «в качестве тайного информатора или помощника в оперативном получении информации».
Народный депутат Левко Лукьяненко, бывший советский диссидент, автор второго законопроекта («О некоторых ограничениях при занятии должностей в государственных органах власти Украины»), предлагал ввести пятилетний запрет на исполнение руководящих должностей в органах законодательной, исполнительной и судебной власти и СМИ Украины лицам, которые занимали руководящие должности в КПСС, КГБ СССР или являлись резидентами, агентами, информаторами или внештатными работниками службы безопасности, а также начальниками политических отделов в Советской армии и МВД СССР.
В марте 2005 года свой проект закона «О люстрации» предложил и народный депутат Олег Тягнибок. Он призывал запретить занимать государственные должности лицам, которые до 1 января 1992 работали на руководящих должностях в КПСС или КГБ СССР или сотрудничали с органами государственной безопасности СССР.
В 2008 году на Украине была создана Общественная организация «Всеукраїнська Люстрація», заявлявшая, что её целью является справедливая оценка и осуждение преступлений против украинского народа и причастных к ним лиц.
В октябре 2012 года законопроект «О люстрации» внесли в Верховную Раду депутаты от фракции НУНС Иван Заец, Ярослав Джоджик и Андрей Давыденко. Законопроектом предлагалось ограничить в праве занимать определённые должности граждан, которые в прошлом сотрудничали c КГБ СССР или со спецслужбами других государств. Действие документа предлагалось распространить на лиц, являвшихся агентами, резидентами или нештатными работниками КГБ до 1991 года, а также тайными информаторами любой иностранной разведки. Согласно законопроекту, этим гражданам не разрешалось в течение пяти лет занимать руководящие должности в органах законодательной, исполнительной и судебной власти, правоохранительных органах Украины. Ни один из упомянутых законопроектов через Верховную Раду так и не прошёл.
В начале 2014 года проведение люстрации государственных чиновников стало одним из требований участников Евромайдана. При формировании правительства победившей оппозиции было объявлено о создании комитета по люстрации (укр. Комітет з люстрацій). Возглавил его гражданский активист Е. В. Соболев. Комитет, работавший на общественных началах, выработал проект закона об очищении власти, который Соболев передал новоизбранному президенту Петру Порошенко в июне 2014 года.
16 сентября 2014 года Верховной Радой законопроект № 4359а «Об очищении власти» был принят во втором чтении и в целом под давлением собравшихся у здания активистов Евромайдана.
Как заявил премьер-министр Украины Яценюк, под действие закона попадёт около миллиона чиновников, госслужащих, сотрудников правоохранительных органов. Не дожидаясь подписания закона президентом, Яценюк распорядился создать комиссию по проверке действующих членов Кабмина и заместителей министров, а также всех руководителей органов центральной исполнительной власти. Он также поручил министерству юстиции сформировать единый государственный реестр лиц, в отношении которых применена люстрация, а руководителям центральных органов исполнительной власти создать комиссии по люстрации в каждом министерстве. Как заявил на пресс-конференции инициатор закона, глава Общественного люстрационного комитета Егор Соболев, под действие закона о люстрации кроме чиновников, работавших при Викторе Януковиче, попадут госслужащие, окончившие школы КГБ, либо занимавшие должности в КПСС. При проведении люстрационной проверки из органов власти должны быть изгнаны люди, которые не могут пояснить происхождение имущества своей семьи. Кроме того, из органов государственной власти должны уйти люди, которые поддерживали действия против Украины в Крыму и в Донбассе. Ещё одним критерием соответствия должности, по словам Соболева, будет поведение чиновников во время Евромайдана: «Все должностные лица, включая Администрацию президента, Кабинет министров, СНБО, руководство правоохранительных структур, должны покинуть государственные органы власти, если во время Майдана сидели на руководящих должностях, смотрели, как арестовывают студентов, расстреливают людей, и не написали заявление об увольнении. Они не прошли свой главный тест в жизни».

### Грузия
В октябре 2010 года парламент Грузии принял закон, запрещающий занимать высокие посты в государстве лицам, которые служили в КГБ или находились на руководящих должностях в КПСС.
Комиссия по люстрации, созданная согласно этому закону, занимается вопросами искоренения в Грузии коммунистической символики, в том числе в названиях улиц и площадей, а также ликвидирует монументы, восхваляющие тоталитарное прошлое.
В июне 2011 года Парламент Грузии принял «Хартию свободы», которая предусматривает, что не могут быть назначены (избраны) на ключевые должности исполнительной и судебной власти:
- лица, которые с 25 февраля 1925 года по 9 апреля 1991 года были тайными сотрудниками или офицерами специальных служб бывшего СССР и со дня объявления независимости Грузии (9 апреля 1991 г.) отказались от тайного сотрудничества со специальными службами независимой Грузии;
- члены ЦК КПСС, члены ЦК КП Грузинской ССР, секретари районных и городских партийных комитетов, члены бюро ЦК ВЛКСМ и ЦК Комсомола Грузинской ССР.

«Хартия свободы» включает в себя запрет советской и фашистской символики на территории страны, запрещает также занятие руководящих должностей бывшими партийными и комсомольским функционерами и сотрудниками советских спецслужб, не допускает использования в географических названиях имен советских и коммунистических деятелей.

### Болгария
В 1992 антикоммунистическое парламентское большинство сумело включить в несколько законов специальные статьи о декоммунизации, однако Конституционный суд объявил их не имеющими силы. Был отменён и Закон о декоммунизации науки и образования, принятый в декабре 1992 года и запрещавший бывшим активистам Компартии и преподавателям коммунистической идеологии занимать руководящие должности в научных учреждениях и вузах. Однако он не требовал от люстрируемых оставлять посты на государственной службе.
В то же время был принят Закон, запрещающий разглашение информации о деятельности тайной полиции и публикацию документов, подтверждающих отсутствие связи политиков и государственных чиновников с органами государственной безопасности.
В 2005 году парламент внес поправки в закон о люстрации, открывавшие архивы для специально созданной комиссии исследователей, задача которых — выявить агентов спецслужб среди известных политиков прошлого и настоящего. Результаты работы комиссии историков доступны онлайн.
В ходе поздней люстрации в Болгарии выяснилось, что бывшими сотрудниками госбезопасности оказались 11 из 15 митрополитов, семеро членов Высшего мусульманского совета (включая великого муфтия Болгарии), а также один из трех католических епископов.

### Албания
В 1995 году были приняты Закон о верификации морального облика должностных лиц и прочих лиц, связанных с обороной демократического государства и Закон о геноциде и преступлениях против человечности, совершённых в Албании во время коммунистического режима по политическим, идеологическим и религиозным мотивам. Законами установлено, что кандидат на выборную должность должен пройти специальную административную процедуру, которая позволяет определить, какие должности ранее занимал кандидат и не был ли он «пособником» секретной полиции (то есть не был ли он причастен к геноциду либо другим преступлениям против албанского народа).
В 1993—1994 гг. здесь были организованы судебные процессы в отношении бывших членов албанского Политбюро, в их числе Неджмие Ходжи (вдовы бывшего коммунистического лидера Энвера Ходжи) и руководителя Социалистической партии Фатоса Нано. Их обвиняли в хищении государственных средств, злоупотреблении государственной властью, коррупции, нарушении прав человека.

### Чехия
Основой для разработки люстрационного законодательства в Чехословакии стали начатые ещё задолго до Бархатной революции обсуждения коллаборационизма во время Второй мировой войны («Декреты Бенеша») и вопросы реабилитации жертв политических процессов, поднятые с началом Пражской весны 1968 года.
Основные ограничения, связанные с люстрацией, вводились с 1991 года так называемыми люстрационными законами, принятыми Федеральным собранием Чехословакии — законом № 451/1991 («большой») и № 279/1992 («малый»).
Официальный люстрационный закон, вводящий «определенные предпосылки для определённых должностей в новой демократической системе» был принят в октябре 1991 года. Изначально текст закона подразумевал, что под люстрацию попадут и функционеры «социализма с человеческим лицом», многие из которых после 1968 года ушли в диссидентство, но в итоге для них было сделано исключение. Против документа выступали президент Вацлав Гавел и председатель Федерального собрания Александр Дубчек, опасавшиеся лишения работы сотен людей и усиления враждебности в обществе.
Под действие закона подпадали государственные служащие, занимавшие как выборные — включая президента и депутатов парламента — так и назначаемые должности, высокопоставленные офицеры армии и полиции, сотрудники государственных медиа и менеджмент компаний, торговавших оружием или в которых государство владеет контрольным пакетом. Закон не относился к тем, кто не достиг 18 лет к осени 1989 года — началу Бархатной революции.
По новому закону, находящиеся на государственной службе или претендующие на неё должны были предоставить два документа, ли документы свидетельствовали о сотрудничестве с режимом, человек не мог претендовать на должность или должен был её покинуть. :
- люстрационный сертификат. Выдавался министерством внутренних дел и представлял собой архивную выписку из личного дела на предмет сотрудничества с определёнными отделами внутри спецслужб и полиции. Если фактов сотрудничества (чеш. kolaborace) не было выявлено, на руки выдавался негативный сертификат.
- письменное заявление под присягой. В документе необходимо было указать на определённые типы сотрудничества с коммунистическим режимом, не связанные напрямую со спецслужбами (вроде работы в народной милиции, народных комитетах, ответственных за подавление Пражской весны, обучение в университетах СССР, связанных с подготовкой идеологических кадров). За указание недостоверной информации предусматривалось уголовное наказание (до четырёх лет лишения свободы).

В случае, если документы свидетельствовали о сотрудничестве с режимом, человек не мог претендовать на должность или должен был её покинуть. Сам процесс люстрации проходил непублично, публикация люстрационных сертификатов не разрешалась без письменного разрешения люстрируемого — в противном случае грозило тюремное заключение до трех лет (от утечек это не уберегло: уже в 1992 году неполный лист "коллаборантов"безнаказанно опубликовал известный диссидент Петр Цибулька). Таким образом, получившим позитивный сертификат предоставлялась возможность уйти в отставку, не заявляя публично о своем сотрудничестве с коммунистическим режимом.
Уже в 1991 году министр юстиции Чехословакии получил право снимать с должности судей, которые во время коммунистического режима «нарушили принцип непредвзятости и беспристрастности» или «принимали противоречащие закону решения во время своей судебной практики». Кроме того, судьи могли быть освобождены от службы при «недостатке необходимых компетенций». Похожие положения коснулись и прокуроров. Между 1990 и 1992 годом примерно треть судей страны (484 человека из 1460) оставили службу; в прокуратуре было уволено более 63 % прокуроров. Но не ясно, были ли уволены судьи и прокуроры министром юстиции в рамках люстрации, или же они ушли по собственному желанию.
В 1993 году был принят «Закон о незаконности коммунистического режима», в котором, в частности, говорилось: «Коммунистическая партия Чехословакии, её руководство и члены несут ответственность за методы осуществления власти в период 1948—1989 гг., а именно за программное уничтожение традиционных ценностей европейской цивилизации, за сознательное нарушение прав и свобод человека, за моральный и экономический спад, который сопровождался судебными преступлениями и террором против носителей других взглядов, за подмену существовавшей экономики директивным управлением, уничтожение традиционного права на собственность, злоупотребление воспитанием, образованием, наукой и культурой ради политических и идеологических целей, безжалостное уничтожение природы… Коммунистическая партия Чехословакии была организацией преступной и достойной осуждения, так же как и другие организации, основанные на её идеологии, деятельность которых была направлена на лишение людей их прав и на удушение демократии».
Под действие закона попали 140 000 лиц, сотрудничавших с коммунистическим режимом в 1948—1989 годах. Кадровые сотрудники и тайные агенты спецслужб, сотрудники партийного аппарата КПЧ, «политически руководившие» госбезопасностью, лишались на 5 лет права занимать ответственные посты в государственных органах, если специальная комиссия могла доказать их вину.
По закону на проверку отводилось два месяца, но иногда проверка затягивалась надолго. Уличённых в нежелательных контактах немедленно увольняли из госструктур.
В 1996 году граждане Чехии получили право знакомиться с досье спецслужб, заведёнными на них. В то же время вопросы прохождения люстрации стали активно использоваться в политической борьбе за определённые государственные посты. Нашли даже материалы допроса Вацлава Гавела, в результате которого сотрудник госбезопасности сделал вывод, что Гавела можно рассматривать как «возможного кандидата на сотрудничество».
Вацлав Гавел пытался наложить вето на продление Закона о декоммунизации до 2000 года (его действие заканчивалось в 1996 году), но парламент преодолел вето, и закон стал бессрочным. Отдельным законом министерство внутренних дел было обязано сделать «список коллаборантов» публичным: в настоящее время открытые архивы госбезопасности постепенно оцифровываются и становятся доступны онлайн.
В 2009 году общее количество выданных МВД Чехии с момента распада Чехословакии люстрационных сертификатов достигло полумиллиона, из которых позитивными оказались около 2 % из них (не больше 10 тысяч человек). По оценкам бывшего диссидента Вацлава Бенды, с госбезопасностью сотрудничали от 60 до 80 тысяч чехов и словаков, примерно столько же работали в народной милиции, ещё примерно 50 тысяч человек состояли в Народных комитетах, занимавшихся чисткой политически неблагонадежных кадров после подавления Пражской весны. Бенда называет цифру в 300 тысяч человек (без учёта судей и прокуроров), которые активно участвовали в преступлениях коммунистического режима.

### Словакия
После разделения Чехословакии на два государства в конце 1992 года, к власти в Словакии пришли силы, тесно связанные со спецслужбами и прежними коммунистическими элитами. После окончания срока действия люстрационного закона в 1995 году разговоры о возобновлении люстрации практически не поднимались.

### Польша
В Польше, как и в Чехословакии, власть мирно перешла от коммунистов к оппозиции — «Солидарности». В то же время, в отличие от Чехословакии и Венгрии, коммунистическая польская Служба безопасности МВД имела гораздо больше влияния и, пожалуй, в большей степени напоминала КГБ методами своей работы и развитым репрессивным аппаратом. Сложившаяся в итоге репутация могущественной спецслужбы со множеством агентов привела к тому, что люстрационное законодательство в Польше оказалось одним из самых запутанных и политизированных в Восточной Европе.
Уже в 1992 году нижняя палата парламента Сейм обязал министра внутренних дел предоставить ему архивную информацию о государственных служащих (на уровне правительств регионов), сенаторах и депутатах Сейма, а также судьях, прокурорах и адвокатах, которые с 1945 по 1990 год были информаторами Службы безопасности или в любом другом виде сотрудничали со спецслужбами. Опубликованный «список Мацеревича», названный по имени занимавшего тогда пост главы МВД Антония Мацеревича, спровоцировал политический кризис и отставку правительства: согласно архивным данным, многие известные политики из «Солидарности» вплоть до падения режима сотрудничали со Службой безопасности. Спорность списка заключалась в том, что он представлял собой лишь перечень имен без конкретных деталей, рассказывающих о форме и длительности сотрудничества. Вскоре Конституционный суд объявил список антиконституционным и запретил принимать любые постановления на его основе.
Пришедшее к власти правительства Союза демократических левых сил, во многом состоявшего из бывших коммунистов, последовательно уклонялось от принятия люстрационных законов. Только в 1997 году депутатам удается провести первый такой закон через парламент — он обязал подписывать люстрационную декларацию тех, кто занимает определённые выборные и назначаемые должности. Круг подлежащих люстрации был немного шире, чем, например, в Чехословакии или Венгрии: профессорский состав и администрацию высших учебных учреждений и всех надзорных инстанций, связанных с образованием; главных редакторов государственных СМИ, членов советов директоров, руководители отделов и руководство региональных точек теле- и радиовещания.
В люстрационной декларации было необходимо указать все факты и характер сотрудничества со Службой безопасности и ещё десятком учреждений, которые так или иначе участвовали в преследованиях поляков во времена коммунизма. Положительная декларация сама по себе не вела ни к каким правовым последствиям — только к публикации данных в правительственной газете. Закон предусматривал санкции только в случае утаивания сотрудничества с политической полицией — пойманные на этом теряли право занимать любую должность в госсекторе в течение десяти следующих лет.
Существует специальный люстрационный суд в Варшаве и должность уполномоченного общественного интереса (люстрационного прокурора), который должен представлять на закрытых процессах гражданское общество и при малейших сомнениях в достоверности информации проводить независимое расследование через неограниченный допуск к архивам госбезопасности. Решение люстрационного суда можно оспорить во второй инстанции.
Все желающие поступить на госслужбу и кандидаты на парламентских выборах, прежде сотрудничавшие с коммунистическими спецслужбами, должны были покаяться публично и получить прощение. Те же, кто, по мнению властей, пытался скрыть своё прошлое, увольнялись, при этом сведения об их прошлом подвергались огласке.
К 1999 году через процедуру люстрации в Польше прошли около 23 000 человек, по разным оценкам, около 2 % всех деклараций были положительными — хотя точная статистика так и не была опубликована.
При этом в правовой системе Польши до сих пор отсутствует закон, который бы формально объявлял проект коммунистического общества закрытым и налагал бы на государство обязательства о каких бы то ни было компенсациях жертвам режима. Только в 1998 году Сенат объявил незаконными и утратившими юридическую силу отдельные правовые нормы, вступившие в силу с 1944 по 1989 год и по большей части касавшиеся прав и свобод граждан.
21 июля 2006 усилиями консервативной партии Право и справедливость нижняя палата польского парламента приняла законопроект, расширяющий действие прежнего закона о люстрациях (касавшегося лишь министров, депутатов, сенаторов, судей и чиновников) и позволяющий без дополнительных расследований увольнять с работы бывших сотрудников или агентов органов госбезопасности ПНР. Законопроект распространяет действие существующего закона на глав администраций населенных пунктов, членов руководства фирм с государственным участием, ученых, работников университетов, директоров школ и журналистов.
Принятые в 2007 году поправки к закону о люстрации, распространившие его действие на более широкий круг лиц, Конституционным трибуналом Польши были частично признаны не соответствующими закону. От люстрации освободили журналистов, бизнесменов, представителей науки и преподавателей негосударственных вузов. В то же время Конституционный суд признал законным положение, которое обязывает всех пройти люстрацию по второму разу. Полномочия переходили прокурорам Института национальной памяти (не публикующего статистику из-за защиты персональных данных), которые обязаны проверять на достоверность все без исключения люстрационные декларации.

### Германия
По Закону о документации Министерства государственной безопасности ГДР, принятому в 1991, все граждане Восточной Германии получили доступ к своим досье. Одновременно в договор об объединении Германий был включён пункт о том, что служащие государственных учреждений и судьи должны повторно подать заявления о приеме на работу. Все архивы были переданы так называемой комиссии Гаука — по имени пастора из Ростока, бывшего диссидента, которому доверили управлять доступом к документам. Его ведомство насчитывало несколько тысяч сотрудников, причём вначале эту работу поручали лишь западным немцам. Государственные органы получили право запрашивать из архива информацию о каждом новом соискателе места. Если отыскивалась информация, что претендент на должность сотрудничал с секретной службой, его увольняли.
Хотя предполагалось, что за архивами будет вестись строгий надзор, некоторые списки агентов всё же появились в прессе, а в наши дни — в Интернете, что привело к увольнениям из частных компаний и публичной травле. Власти ФРГ использовали архивы «Штази» для дискредитации восточногерманских политиков — например, лидера Партии демократического социализма (бывшей СЕПГ) Грегора Гизи.
Публикация досье, собранных Штази, была юридически ограничена при разбирательстве дела Гельмута Коля. В сентябре 2003 года Административный суд Берлина постановил, что запрет на публикацию досье на Коля, собранного Штази, следует отменить. По апелляции Коля в июне 2004 года Федеральный административный суд решил:
- Новая редакция закона, разрешающая доступ к досье Штази на известных немецких политиков, открывает доступ к архивам, но только для исследователей, занимающихся историей Штази. При этом исследователи, получившие такой доступ, обязаны гарантировать, что полученная ими информация о личной жизни не будет опубликована или передана третьим лицам;
- Запрещается обнародовать информацию о частной жизни публичных персон, полученную из аудиозаписей (стенограмм аудиозаписей) незаконной «прослушки» в частных или официальных помещениях, а также из основанных на этих аудиозаписях (стенограммах аудиозаписей) внутренних отчетов Штази;
- Ограничен доступ ко всей информации, собранной путем шпионажа;
- Запрещено без письменного согласия пострадавшего физического лица публиковать личную информацию о нём или передавать её в образовательных целях.

### Венгрия
Уже в 1990 году парламент принимает закон, обязывающий коммунистических высокопоставленных должностных лиц и партийных аппаратчиков предъявить декларацию об имуществе, доказывающую, что собственность получена не в результате коррупционных схем или незаконных привилегий. Но ещё до вступления закона в силу его признает недействительным Конституционный суд.
Закон Зетени-Такача от 1992 установил уголовную ответственность без срока давности для лиц, совершивших в декабре 1944 — мае 1990 года предательство Родины, вплоть до пожизненного заключения. При этом под эту формулировку можно было при желании подвести любого участника советско-венгерского сотрудничества. Конституционный суд, рассмотрев обращение президента А. Гёнца, признал этот «закон мести» неконституционным.
В декабре 1994 года Конституционный суд Венгрии также вынес решение, ограничивающее «биографический контроль» в отношении лиц, занимавших государственные посты, и использование информации в отношении них. Конституционный суд признал, что документы прошлых лет необходимо открывать для общественности, однако охарактеризовал первый этап люстрации (1992—1994) как «политическую месть».
Рассматривая вопрос о конституционности люстрации, Конституционный суд Венгрии сделал выбор в пользу права на доступ к значимой информации, нивелировав право на защиту частной жизни и указав, что политические деятели не могут в полной мере обладать последним в силу своей публичной должности.
Вопрос был передан в парламент с одновременным указанием на то, что список лиц, подпадающих под люстрацию, должен быть ограничен (исключены журналисты развлекательных программ, руководители университетов и колледжей, работники государственных предприятий и духовенство).
Второй этап люстрации (1994—2001) имел целью лишь достижение высокого уровня информирования общественности о деятельности публичной власти. Санкцией в этот период стало лишь разглашение сведений о деятельности в органах госбезопасности.
Только в 1994 году парламент принимает закон о люстрации, задача которого — выявить связи политиков и культурной элиты с политической полицией и сделать их публичными. Под закон подпадали депутаты парламента, президент, члены правительства, государственные секретари, руководство Национального банка и антимонопольной службы, судьи, прокуроры, руководители и сотрудники государственных СМИ, а также люди, ответственные за редакционную политику в частных медиа.
Специально сформированная люстрационная комиссия по собственной инициативе заводила расследования, которые на основе архивов спецслужб (и, при необходимости, допросов бывших агентов политической полиции) должны были выявить, сотрудничали ли подозреваемые с третьим отделением третьего отделения Министерства внутренних дел, которое занималось политическим сыском. Подозреваемых уведомляли о начале расследования и его результатах; им предоставлялось право на юридическую помощь, а также возможность оспорить решение комиссии в суде в закрытом режиме. Люстрации подлежали те, кто принимал на себя письменные обязательства о сотрудничестве со спецслужбами, составлял отчеты или доносы, а также получал от политической полиции любую материальную выгоду. Если такой факт был выявлен, у человека оставалась возможность уйти в отставку по собственному желанию. В противном случае его дело в течение 30 дней публиковалось в официальной правительственной газете Magyar Közlöny («Венгерская газета»).
Хотя на пять судей, выбранных парламентом и прошедших люстрационную проверку, приходилось всего по одному секретарю и архивному специалисту, комиссии удалось в довольно короткие сроки последовательно пройтись по всем выделенным в законе группам. Но ещё до начала работы комиссии стало известно, что как минимум двое судей, которые формально удовлетворяли всем требованиям закона, оказались скомпрометированы участием в показательных процессах над антикоммунистической оппозицией в 1950‐х; им пришлось сложить полномочия. Количество людей, прошедших через люстрации в Венгрии, не поддается точной оценке: при отрицательном итоге расследования или своевременной отставке обвиняемого акты остаются закрытыми.
Действие венгерского закона о люстрации закончилось в 2005 году, ему на смену пришёл закон, открывающий архивы спецслужб для исторических исследований.

### Страны Балтии
В странах Балтии вопрос о люстрации впервые был поставлен в 1990 году в обращении Конгресса незаконно репрессированных Эстонии, Латвии и Литвы к Верховным Советам этих республик.
Во многом следуя чешской модели, парламенты Литвы и Латвии пытаются распространить круг лиц, подлежащих люстрации, на все руководящие должности в государственном и частном секторе, а также ограничить бывших агентов и информантов спецслужб в избирательных правах. Эстония переняла польскую модель люстрации.

#### Эстония
В Эстонии был принят Закон о внесудебных массовых репрессиях в Советской Эстонии в 1940—1950-е гг., по которому прокуратуре Эстонской ССР было поручено рассмотреть вопрос о возбуждении уголовных дел и привлечении к уголовной ответственности лиц, виновных в массовых убийствах, других преступлениях против человечности.

#### Латвия
Латвийский Закон о выборах от 1992 года требовал от всех кандидатов в депутаты парламента письменное заявление о наличии либо отсутствии у них связей с советскими или иными секретными службами.
Закон Латвии «О выборах Сейма» от 25 мая 1995 года установил запрет на избрание в Сейм Латвии для лиц, которые «являются или были штатными сотрудниками служб безопасности, разведывательных служб или контрразведывательных служб бывшего СССР, Латвийской ССР или иностранных государств или после 13 января 1991 года действовали в КПСС (КПЛ), Интернациональном фронте трудящихся Латвийской ССР, Объединённом Совете трудовых коллективов, организациях ветеранов войны и труда, Вселатвийском комитете общественного спасения или его региональных комитетах». 13 января 1994 года Сейм принял закон «О выборах в городскую думу, районную думу и волостную думу», которые вводили для кандидатов в эти органы власти такие же ограничения.
Рассмотрев эти ограничения в 2000 и 2006 годах по заявлению депутатов Сейма и личной жалобе бывшего офицера КГБ, активного деятеля Народного фронта Латвии Юриса Боярса, Конституционный суд Латвии признал их законными, поскольку общественно-политическая ситуация в каждой стране должна оцениваться индивидуально и «переход к демократии может потерпеть неудачу и в результате произойдет „бархатное“ восстановление предыдущего тоталитарного режима».

#### Литва
В Литве был принят Закон о проверке мандатов депутатов, подозреваемых в сознательном сотрудничестве со специальными службами СССР или других государств. Согласно этому Закону, для проверки и расследования получивших огласку фактов сознательного сотрудничества депутата со специальными службами СССР или других государств должна была создаваться специальная депутатская комиссия соответствующего Совета, которая в случае надобности привлекала должностных лиц прокуратуры, внутренних дел и службы национальной безопасности.
В 1998 году был принят закон «Об оценке КГБ СССР (НКВД, НГБ, МГБ) и текущей деятельности штатных сотрудников этой организации» "Law on the assessment of the USSR State Security Committee", который сделал исключение в поражении в правах для сотрудников, занимавшихся расследованием только уголовных дел (поскольку в ведение КГБ входили не только разведка, контрразведка и обеспечение внутренней безопасности, но и борьба с организованной преступностью и обеспечение безопасности на транспорте). В 2001 году были опубликованы списки агентов, не признавшихся добровольно в сотрудничестве с КГБ. В обязательном порядке предавались гласности заключения на эту тему о президенте, членах правительства и Сейма, депутатах самоуправлений, прокурорах, судьях и кандидатах на эти должности. Кадровым сотрудникам спецслужб запрещено занимать должности в Сейме, правительстве, на гражданской службе, в адвокатуре, банках, системах связи, на стратегических хозяйственных объектах.

### Бывшая Югославия
В пяти республиках Югославии никакой люстрации не было. Только Македония в 2008 году приняла закон о люстрации, которую предполагалось провести в течение 10 лет. Этот закон затронул на первом этапе, начавшемся в 2009 году, 250 ведущих македонских политиков.

## Ближний Восток
Самый масштабный люстрационный процесс произошёл в Ираке после падения режима Саддама Хусейна. Правящая партия «Баас» была объявлена вне закона, иракская армия, полиция и ополчение были распущены, и около 30 тысяч суннитов — работников просвещения и сотрудников муниципальных и государственных учреждений были уволены. Это привело к почти полной изоляции и незащищённости суннитского меньшинства, подвергшегося нападениям со стороны шиитов и курдов, притеснявшихся во время правления Саддама Хусейна. Это привело к тому, что расформированные военные части при поддержке гражданского населения стали центром вооружённого суннитского сопротивления, а государство фактически раскололось по религиозно-этническому принципу.

## Мнение международных органов
Люстрационные меры были предметом рассмотрения международных органов. В частности, жалобы лиц, подвергшихся люстрации, рассматривал ЕСПЧ, который признал право национальных властей на люстрацию, но запретил применять её произвольно и непропорционально.

### Позиция Европейского суда по правам человека
Европейский суд по правам человека поддержал право Латвии на введение запрета на выдвижение отдельных категорий лиц в качестве кандидатов в депутаты в деле «Жданок против Латвии». В постановлении по этому делу ЕСПЧ указал, что прежнее положение Жданок в Коммунистической партии Латвии, а также её взгляды в период событий августа 1991 года по-прежнему определяют необходимость отказывать ей в выдвижении кандидатом на национальных парламентских выборах.
Вместе с тем ЕСПЧ вынес несколько решений в пользу лиц, пострадавших от люстрации. ЕСПЧ в связи с люстрационными мерами указал следующее:
- В деле «Матыек против Польши», что «государства, допускающие люстрационные меры, должны обеспечить заинтересованным лицам полные процессуальные гарантии». В этом деле ЕСПЧ усмотрел нарушение прав заявителя в связи с тем, что тот якобы предоставил ложные сведения о том, что не сотрудничал со спецслужбами, но под предлогом секретности списка сотрудничества не получил его от национальных властей;
- В деле «Адамсон против Латвии» ЕСПЧ уточнил, что люстрация в части запрета лицам, занимавшим должности в спецслужбах, избираться в органы государственной власти должна отвечать принципам законности, иметь законную цель и быть пропорциональной. Нарушением принципа пропорциональности ЕСПЧ счел запрет на избрание на должности в органы государственной власти для заявителя, бывшего офицера пограничных войск КГБ СССР лишь на том основании, что в биографии заявителя упоминается слово «КГБ»;
- В деле «Сидабрас и Дзяутас против Литвы» об увольнении заявителей из прокуратуры и налогового органа на основании закона, который ограничивал в приеме на работу бывших сотрудников КГБ. В этом деле ЕСПЧ указал, что «заявителей подвергли ограничениям в выборе профессии спустя 13 и 9 лет соответственно после того, как они прекратили свою работу в КГБ, и считает это фактором, который Европейский суд должен принять во внимание, давая свою оценку пропорциональности мер, предпринятых государством».

### Позиция Парламентской ассамблеи Совета Европы
Резолюция Парламентской Ассамблеи Совета Европы № 7568 от 3 июня 1996 года «Меры по устранению наследия бывших коммунистических тоталитарных систем» устанавливает:

никто не должен подвергаться люстрации исключительно за принадлежность к какой-либо организации или за деятельность в пользу какой-либо организации, которые являлись законными в период существования этой организации или осуществления этой деятельности… вина, будучи индивидуальной, а не коллективной, должна быть доказана в индивидуальном порядке